# 大野幹代
大野幹代（日语：／ Ōno Mikiyo，1974年6月17日—），日本女藝人、演員、歌手。偶像團體「CoCo」前成員。出身於東京都。日出女子學園高校、大東文化大學畢業。暱稱。身高167cm。B型血。

## 簡歷
- 1988年：成為偶像雜誌《大海賊（日语：大海賊）》的專屬模特兒。
- 1989年：成為《Paradise GoGo!!（日语：パラダイスGoGo!!）》（富士電視台）第1期生。同年9月，偶像團體CoCo從同一節目組成，並推出CD出道。Production尾木所屬。
- 1992年：以單曲個人出道。
- 1994年：CoCo解散後，作為獨唱藝人開始活動。將所屬經紀公司轉移至MerryGoRound（日语：メリーゴーランド (芸能事務所)），成立獨立粉絲俱樂部「Aquarium」。
- 1997年：出演非戲院首映《Zero WOMAN 無法磨滅的記憶（日语：Zero WOMAN）》。發行第4本寫真集《scarlet》。
- 1999年：作為樂隊「LOVE TRACE」主唱活動。
- 2002年：與所屬經紀公司的社長結婚。
- 2003年：男孩出生，活動休止。

## 人物、逸事
- 她是CoCo中年紀最小、身高最高的（167cm）成員。
- CoCo解散後的第二年（1995年1月15日），在成人儀式後成為了新的成年人。
- 性格嚴肅。學生時代經常被選為班長，高中時期亦曾經擔任班長，可見其認真、堅定的性格。與CoCo就讀同一所高中的學姐三浦理惠子表示大野「雖然年紀小，但很踏實」「可以信賴」。
- 口頭禪是。
- 小學5年級到中學1年級是話劇社所屬。
- 1989年4月29日在《Paradise GoGo!!》中，她以中途參與的方式成為第1期生，但是當她第一次出現在電視上第一次問候時，視線與宮前對上立刻哭了起來。
- 其歌聲有點低沉，但因為穩定，在CoCo時常被委以歌曲開頭的獨唱部分。
- 在沖繩拍攝「富士電視台夏季活動」的廣告片時，由於嗓音洪亮，因此擔任出聲領袖（隊長）。
- 早期，她的髮型被編成辮子，以打動組合中的妹妹角色（日语：キャラ (コュニケーション)）。值得一提的是，在CoCo成員中她是年紀最小的，但實際上是成員中唯一的長女（5個兄弟姐妹的長女）。或許正因為如此，雖然她年紀小，卻經常在廣播等方面搶話語權，一時期間被稱為「（愛搶話的人）」。
- CoCo時期以脆弱到流淚著稱，也被稱為「愛哭鬼米奇（ミッキー）」。但是，在作為組合的重大轉折點瀨能梓單飛的演唱會上，她是唯一一位沒有流淚的成員。對此，大野後來說「認識我的人通常認為我是第一個會哭的人，但出於某種原因，我想『不要在這裡哭』。當然，（瀨能梓的暱稱）的離開讓我感到孤獨和悲傷，但當我看到每個人都淚流滿面時，我覺得『我是唯一一個不哭的人』」。此外，她也是CoCo告別演唱會上最後流淚的成員。
- 在CoCo成為4人後進行問卷調查的項目「迄今為止最悲傷的事情」中，成員裡面只有她一個人回答「離開我們了」。

## 興趣、嗜好
- 喜歡狗、貓和鳥，因此眾所周知，曾養過名叫「恰比」和「恰米」的鳥，還有一隻名叫「River」的黃金獵犬。值得一提的是，本人自己透露這隻狗的名字的由來是黃金獵犬（英文）中的「River」。
- 擅長科目：國語。不擅長科目：理科。
- 不擅於游泳[1]。
- 不擅長鬼屋（日语：お化け屋敷）、雲霄飛車等尖叫刺激的遊樂設施。
- 學生時代就喜歡芝麻街，收集了很多商品擺在房間裡。

## 音樂作品

### 獨唱
單曲
1. （1992年7月1日，PONY CANYON）
2. （1993年5月21日，PONY CANYON）

精選專輯
1. （2007年8月，PONY CANYON）[注 2]

### LOVE TRACE
單曲
1. （2000年1月，自主製作）
2. （2000年7月，自主製作）

CoCo時期作品請參閱「CoCo (組合)」。

## 演出

### 綜藝節目
- 志村健覺得怎麼樣（日语：志村けんはいかがでしょう）（富士電視台）
- 志村健的我到底造了什麼孽？（日语：志村けんのオレがナニしたのヨ?）（富士電視台）
- 漂流者大爆笑（日语：ドリフ大爆笑）（富士電視台）
- 志村健之傻瓜殿下（日语：志村けんのバカ殿様）（富士電視台）
- 加藤茶、久本雅美的御台場HACHA（富士電視台）
- CHA CHA KEN-TV（富士電視台）
- 獅王的祝您健康（日语：ライオンのごきげんよう）（富士電視台）
- 橫濱咖啡城（神奈川電視台）
- （關西電視台）
- （關西電視台）
- 火焰挑戰者（朝日電視台）
- （2000年，東京電視台）
- G綜藝節目 想見見那個女孩（日语：バラエティ7）（2000年，東京電視台）
- 生活達人（2000年，TBS）
- 突如其來！黃金傳說。（2001年—2002年，朝日電視台）

### 電視劇
- Heart's（日语：ハートにS） 第4回（1995年5月，富士電視台）
- 週五娛樂（日语：金曜エンタテイメント） （2000年6月，富士電視台）—飾 川北繪美里

### 廣告
- （1999年，地方競馬全國協會（日语：地方競馬全国協会））

### CS、BS
- （1999年，SKY PerfecTV！（日语：スカパー!プレミアムサービス））—主持人
- （2000年，SKY PerfecTV！）—主持人
- MacTV-J（2000年，SKY PerfecTV！）—主持人

### 廣播節目
- 10-NIGHTS STORIES（2000年，TOKYO FM）—廣播劇

### 非戲院首映
- Zero WOMAN 無法磨滅的記憶（日语：Zero WOMAN）（1997年）—主演

CoCo時期作品請參照「CoCo (組合)」。

### 遊戲
- PlayStation 歐亞快車謀殺案（日语：ユーラシアエクスプレス殺人事件）（1998年）—飾 班導師·吉川真知子
- （2000年）—飾 活動少女

## 書籍

### 寫真集
- 《NOVA LUNA》（1993年9月，山內順仁（日语：山内順仁）攝影，WANI BOOKS（日语：ワニブックス））
- 《The Wind Rose…》（1995年6月、藤田修平攝影，近代電影社（日语：近代映画社））
- 《true blue》（1996年2月，木村晴攝影，文華社（日语：ぶんか社））
- 《scarlet》（1997年10月，木村晴攝影，WANI BOOKS）
- 《數位寫真集 Ou Vol.1-4》（2002年6月，山內順仁攝影，art town）

## 腳註

## 相關項目
- 穴井夕子（日语：穴井夕子）：大野的高中同學，東京勁舞娃娃前成員
- 河田純子（日语：桜華純子）：大野的高中同學
- 水野美紀：大野的高中同學
- 松田樹利亞（日语：松田樹利亜）：大野的高中同學

## 外部連結
- （日語）—WEB THE TELEVISION（日语：ザテレビジョン）